# Ivan Sergejevič Aksakov
Ivan Sergejevič Aksakov (rusko Ива́н Серге́евич Акса́ков), ruski publicist in pesnik, * 8. oktober (29. september, ruski koledar) 1823, Ufimska gubernija, Ruski imperij (sedaj Baškortostan, Rusija), † 8. februar (27. januar) 1886, Moskva, Ruski imperij (sedaj Rusija).
Aksakov je eden najpomembnejših predstavnikov poznega panslavizma. Sam je sodeloval pri vseh ruskih panslavističnih časopisih.
Zavzemal se je za vojaško rešitev vzhodnih vprašanj in za združitev vseh Slovanov.
Med srbsko-turško vojno (1876) je propagandno deloval za pošiljanje ruskih prostovoljcev v Srbijo.
Leta 1878 so ga izgnali iz Moskve, ker je kritiziral rusko diplomacijo in njeno delo na berlinskem kongresu.